# 钻井液当量循环密度
钻井液当量循环密度（或当量钻井液循环密度，英文：Equivalent Circulating Density）是指在钻井液循环过程中某深度处的钻井液液柱压力（包括循环压耗、波动压力等 ）折算成的当量密度。
在钻井液正常循环时，井底的液柱压力 = 环形空间静液压力 + 环形空间循环压力损失。